# Müsen
Müsen is een plaats in de Duitse gemeente Hilchenbach, deelstaat Noordrijn-Westfalen, en telt 2620 inwoners (2006).